# Confirmación de Ayerbe (1137)

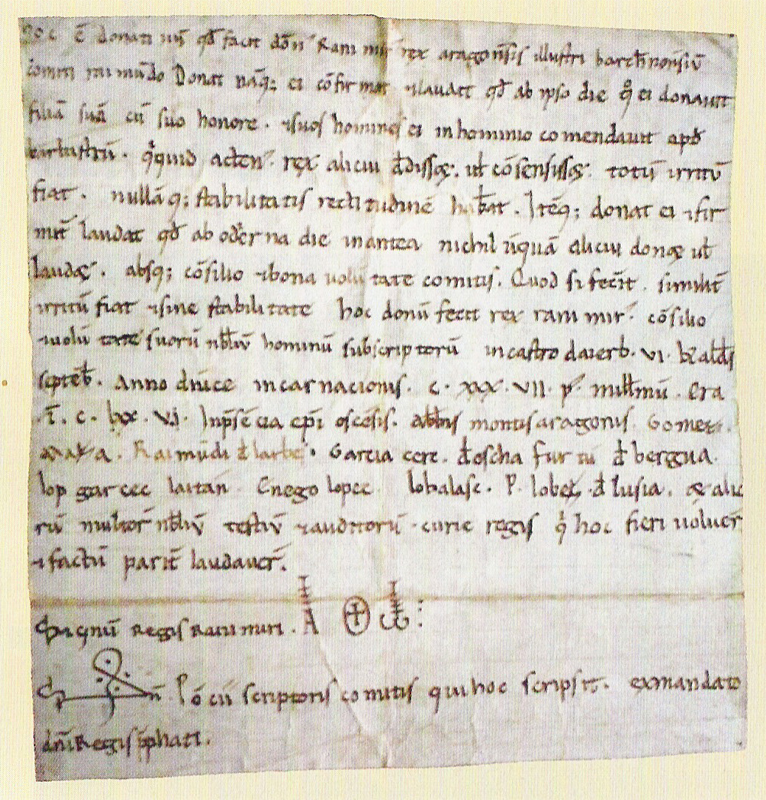
Confirmación de Ayerbe (27 de agosto del 1137)

La llamada Confirmación de Ayerbe es una carta pública del rey Ramiro II de Aragón hecha el 27 de agosto del 1137 (o 1138) en el castillo de Ayerbe por la cual se comprometía a no hacer nunca más ninguna donación si no contaba con la aprobación del conde Ramón Berenguer IV, y que si hacía ningún más sin el consentimiento del conde, la donación sería considerada nula.

## Contexto
El tratado se enmarca en la problemática surgida a raíz del Testamento de Alfonso I de Aragón (1131) por su sucesión. El Reino de Zaragoza se encontraba ocupado por las tropas del rey Alfonso VII de Castilla, pero la "Santa Seu" exigió el desempeño del testamento y la entrega efectiva de las rentas que generaban los reinos que habían estado bajo el dominio del rey de Alfonso I de Aragón a las órdenes militares. Para concebir un sucesor, Ramiro II de Aragón se había casado con Inés de Poitou, la cual acababa de engendrar no un varón, sino una hembra, Petronila de Aragón, nacida el 11 de agosto del 1136. Ante esta situación se acordó el Tratado de Alagón (1136) mediante el cual se pactó el casamiento entre el hijo primogénito del rey Alfonso VII de Castilla, y la acabada de nacer Petronila de Aragón (que de resultas del tratado se tenía que pasar a denominar Urraca). El hecho que suponía que a largo plazo los reinos de Aragón pasarían a la Corona de Castilla. A cambio, Alfonso VII de Castilla devolvía la soberanía efectiva sobre el Reino de Zaragoza a Ramiro II de Aragón, quien a su vez cedía el control y la defensa a Alfonso VII de Castilla, siempre que cuando muriera lo devolviera a Ramiro II de Aragón, que había acontecido el soberano efectivo, a pesar de que a la larga pasaría a su hija Petronila (Urraca), y por el matrimonio pactado, a Sancho de Castilla, primogénito de Alfonso VII de Castilla.

## Pacto de casamiento
La nobleza aragonesa rechazó el casamiento de Petronila con el hijo Alfonso VII de Castilla, temerosos de caer bajo el dominio de Castilla. Desde el 24 de agosto del 1136, al 11 de agosto del 1137 se forjó un pacto entre Ramón Berenguer IV de Barcelona y Ramiro II de Aragón para casar al joven conde de Barcelona con la hija del rey, Petronila de Aragón, que tenía un año de edad. El 11 de agosto del 1137 en Barbastro el rey Ramiro II de Aragón dio a su hija por mujer con todo su reino al conde Ramón Berenguer IV de Barcelona. Quedaban en ley y establecidos; Sus fueros, costumbres y usos, cómo en tiempos de sus predecesores habían tenido los aragoneses. En caso de muerte de la hija, el conde Berenguer conservaría el reino y la fidelidad de sus hombres sin ninguna contradicción y lo tendría después de la muerte del rey. Por su parte, el rey Ramiro II sería rey hasta su muerte.

## La confirmación de Ayerbe
El 27 de agosto del 1137 el rey Ramiro II de Aragón confirmó de declaración hecha dieciséis días antes relativa a la declaración de los Capítulos matrimoniales de Barbastro de cualquier donación que pudiera hacer al reino de Aragón. El historiador Antonio Ubieto Arteta señaló que la razón de este documento podría ser que el rey Ramiro II de Aragón hubiera hecho alguna donación a particulares después de firmar los Capítulos matrimoniales de Barbastre (1137), pero que con este nuevo documento se comprometía a no realizar ninguna otra, si no contaba con la aprobación del conde Ramón Berenguer IV; y que si realizaba otra más sin el consentimiento del conde, la donación sería considerada nula:

«Aquest és el donatiu que fa don Ramir, rei dels aragonesos, a l'il·lustre Ramon, comte dels barcelonins. Li dóna en efecte i confirma i aprova que des d'aquell dia en què li donà la seva filla, amb el seu honor, i els seus homes encomanà en homenatge, prop de Barbastre, que tot allò que el rei a altri hagués donat o concedit, que tot sigui nul i no tingui cap rectitud d'estabilitat. De la mateixa manera li dóna i fermament aprova que des d'aquest dia en endavant mai a ningú doni o confirmi, sense el consell i bona voluntat del comte. Que si ho fes, de la mateixa manera, que sigui nul i sense estabilitat. Aquest donatiu féu el rei Ramir amb consell i voluntat dels seus nobles, els noms dels quals davall estan escrits, al castell d'Ayerbe, VI calendas de setembre (27 d'agost) de l'any de l'Encarnació del Senyor CXXXVII després del mil·lenni (1137), era M C LXXV (era hispànica 1175). [En presencia] el bisbe d'Osca, l'abat de Montaragó, Gómez, Maça, Ramón de l'Arbés (o de Larbassa), García Garcés d'Osca, Fortún de Bergua, l'aitán Lope Garcés, Íñigo López, Lope Blázquez, Pero López de Luesia i altres molts nobles, testimonis i oïdors, de la cúria del rei, que això volgueren fer i aprovaren conjuntament això fet. 

Signe rei Ramir Signe del rei Ramir

## Copias y manuscritos
Del manuscrito se hicieron varias copias coetáneas y algunas posteriores.
- (A).
- (B). Copia coetánea (ACA, Pergaminos de Ramón Berenguer IV, carpeta 35, nº 87)
- (C). Copia al Liber feudorum maior (ACA, Liber feudorum maior, fol. 5-6)

La copia (C) que se hizo por el Liber feudorum maior titula el documento: Carta qua rex Ramirus deduxit inirritum omnes donaciones quas in Reino Aragonis fecerat